# Oreille externe
L'oreille externe est le point de départ du mécanisme physiologique de l'audition. Partie apparente de l'oreille, le pavillon auriculaire a pour rôle d'amplifier les fréquences qui seront également amplifiées par le conduit auditif externe.

## Description
L'oreille externe chez les mammifères comprend deux segments, deux entités anatomiques : le pavillon (ou auricule) et le conduit auditif externe.

### Pavillon
Il sert à capter et à concentrer les ondes sonores.
C'est une lame plissée sur elle-même en divers sens, ovalaire à grosse extrémité supérieure en ayant dans son ensemble la forme d'un pavillon de cornet acoustique. Le pavillon possède un squelette fait de cartilage élastique lui permettant de reprendre sa position normale après une déformation. À ce niveau il n'existe pas de tissu cellulaire sous-cutané. La partie inférieure du pavillon est représentée par le lobe de l'oreille dont la partie centrale est adipeuse, peu innervée et richement vascularisée.
Certains mammifères peuvent bouger le pavillon pour diriger leur ouïe, tout comme ils peuvent tourner les yeux.
Certaines espèces ont un tragus, une saillie du pavillon de l'oreille dont le sommet est tourné vers l'arrière et qui protège l'orifice du conduit auditif externe.

### Conduit auditif externe
C'est un tube qui conduit à l'oreille moyenne.
Il a la forme d'une corne acoustique diminuant de diamètre à mesure que l'on se rapproche vers le fond c'est-à-dire le tympan. Son tiers externe est un conduit fibro-cartilagineux légèrement mobile alors que ses deux-tiers internes sont creusés dans l'os temporal. Cette partie interne est revêtue d'une peau dotée de nombreux pores et de glandes sébacés, ainsi que des glandes sudoripares apocrines (les glandes cérumineuses) qui fabriquent un liquide protéique et glucolipidique, pigmenté et visqueux, le cérumen, pour se protéger.
Le conduit auditif externe est limité en dedans par le tympan, qui permet de transmettre les sons à l'oreille moyenne.

## Galerie

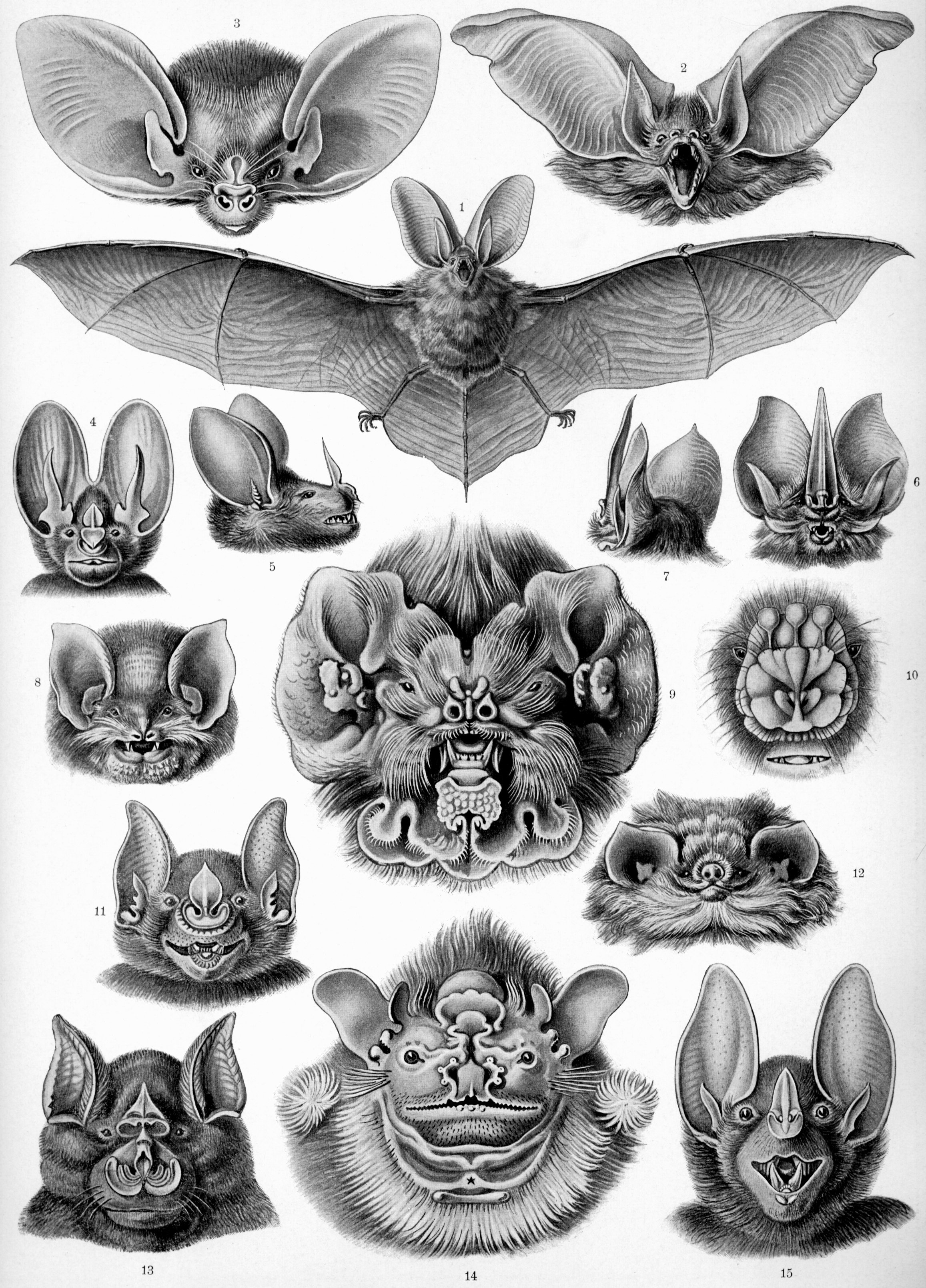
oreilles externes de chauves-souris
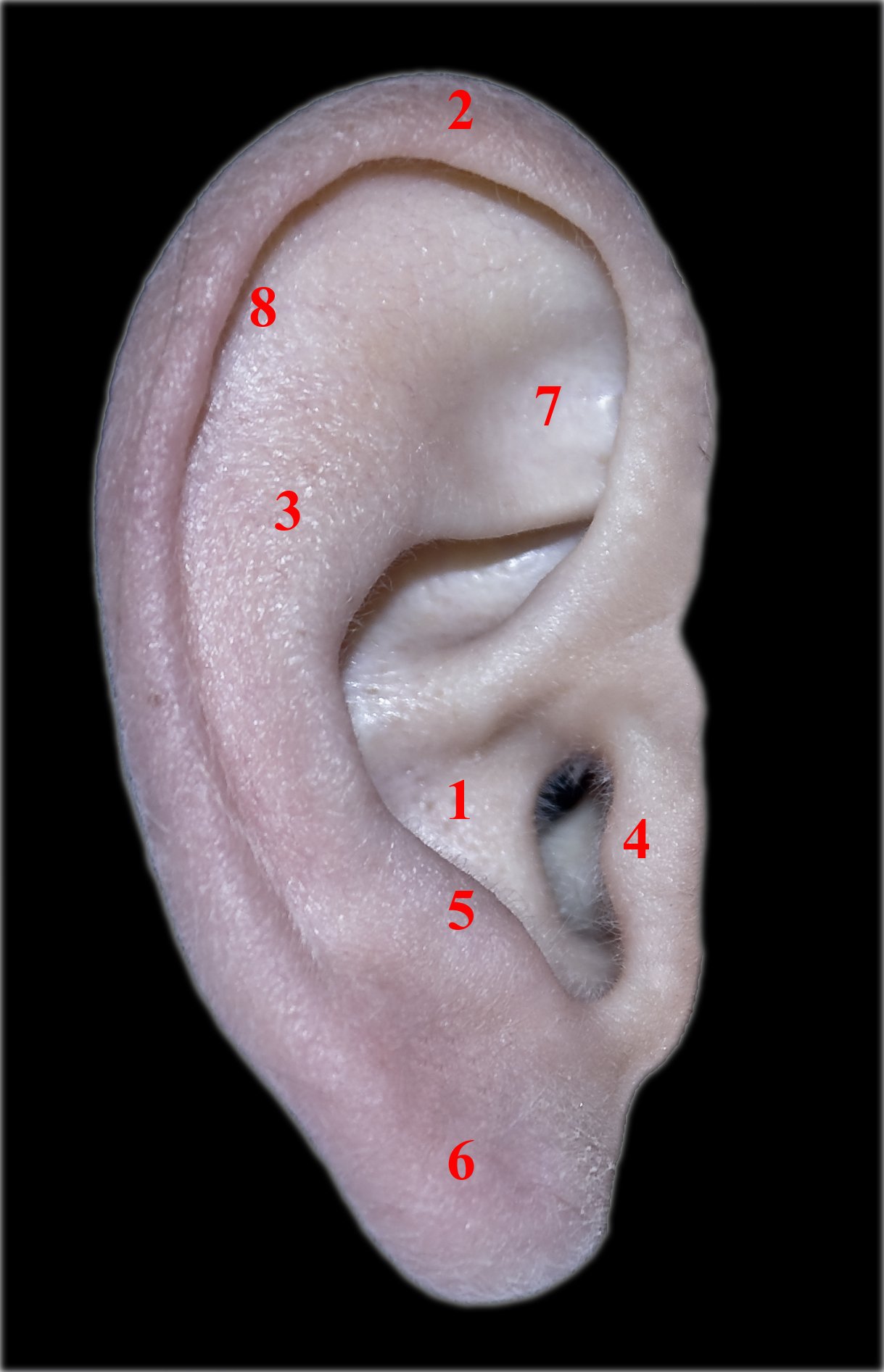
Parties de l'oreille droite humaine 1)Conche 2)Hélix 3) Anti-hélix 4)Tragus 5)Anti-tragus 6)Lobule 7)Fosse triangulaire 8)Scapha
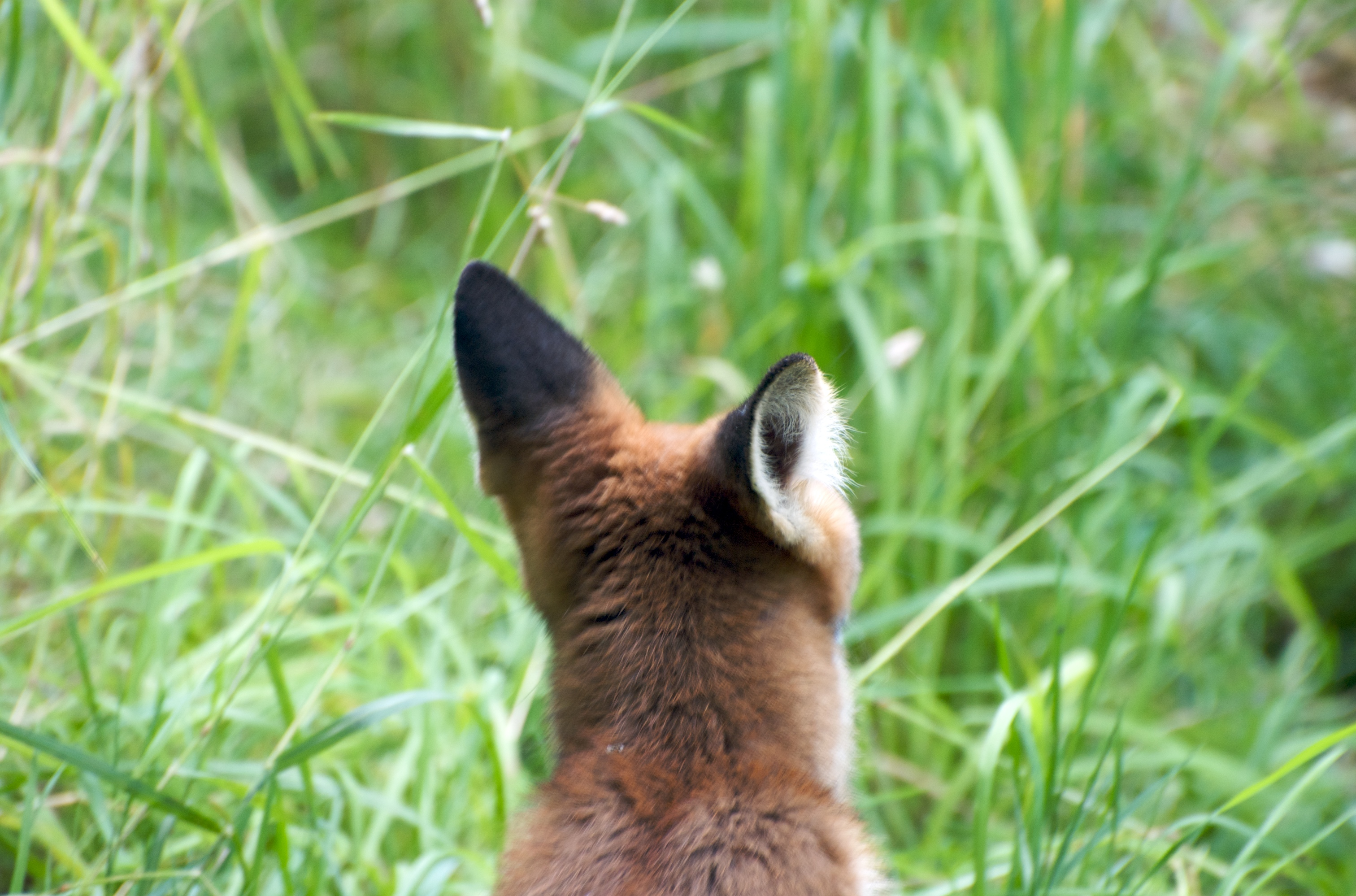
Le pavillon auriculaire est orientable chez un canidé